# 金沢シーサイドFM
株式会社金沢シーサイドFM（かなざわシーサイドエフエム）は、神奈川県横浜市金沢区に所在する、超短波放送（FM放送）を営む特定地上基幹放送事業者である。
金沢シーサイドFMの愛称でコミュニティ放送を行っている。

## 概要
2022年（令和4年）開局。横浜市では4局目のコミュニティFMである。
関東学院大学のメディア関係のゼミがかねてから研究をしており、2019年ごろから計画が具体化。
設立にあたっては学生を代表取締役に据えた株式会社の方式を取った。学生主体とされるコミュニティFM局は広島市のFMハムスターがあるが、同局はNPO法人の形式を取っている。
神奈川県で初めてきらら方式を採用しており、開局時点では7:00 - 22:00の全て生放送の体制であったが、2024年9月時点では9:00 - 20:00に短縮されている。
演奏所（スタジオ）は並木地区にあるショッピングセンター ビアレヨコハマ内に設置している。
インターネット配信はFM++による。

## 沿革
- 2021年（令和3年）
  - 6月1日 - 会社設立
- 2022年（令和4年）
  - 7月7日 - 特定地上基幹放送局の予備免許取得[2]。
  - 10月1日 - 開局。同時にインターネットでの配信を開始。
- 2023年（令和5年）
  - 1月17日 - 神奈川FMネットワークに加盟[3]。

## 自社制作番組
- カナラジ（月 9:00 - 10:00、火 - 金 9:00 - 11:00）
- ひるカナ!!（火 - 水 11:00 - 13:00、木 - 金 11:00 - 12:00）
- シーサイド・カフェ（月 15:00 - 17:00、火 13:00 - 14:00、水 15:00 - 16:00、木 13:00 - 14:00、15:00 - 17:00、金 13:00 - 17:00、土 13:00 - 14:00、15:00 - 16:00、日 13:00 - 16:00）
- シーサイドSHOW（月 - 火 18:00 - 19:00、木 17:00 - 18:00）
- かなうら（月 13:00 - 14:00）
- 助手カナ!!（金 17:00 - 18:00）
- サタカナ（土 10:00 - 11:00）
- ひるカナSatuday（土・日 11:00 - 12:00）
- かなざワイド（土・日 17:00 - 18:00）
- よるかな（土 19:00 - 20:00）
- リクエストナイト（日 18:00 - 20:00）